# Johann Nikolaus von Hontheim
Johann Nikolaus von Hontheim (Tréveris, Alemania, 27 de enero de 1701-Rouvroy, Bélgica, 2 de septiembre de 1790) fue un historiador y teólogo alemán. Es más conocido por Febronius, seudónimo bajo el cual escribió en 1763 su tratado Sobre el Estado de la Iglesia y el Poder Legítimo del Romano Pontífice y que dio origen al término febronianismo.

## Biografía
Pertenecía a una familia noble, la cual había estado en contacto durante generaciones con la corte y el gobierno de los electores de Tréveris, gracias a su padre, Kaspar von Hontheim, que fue oidor general del Electorado. A los doce años, su tío materno, Hugo Frederick von Anethan, canónigo de la iglesia colegial de St. Simeon (la cual en aquel tiempo todavía ocupaba la Porta Nigra en Tréveris), le concede al joven Hontheim una prebenda, y el 13 de mayo de 1713 recibe la tonsura. Se educa con los Jesuitas en Tréveris y en las universidades de Tréveris, Lovaina y Leiden, obteniendo el grado de doctor en leyes en Tréveris en 1724. Los trabajos del profesor Van Espen de Lovaina y su doctrina galicana tuvieron gran influencia en Hontheim.
Durante los años siguientes viajó por varios países europeos, pasando algún tiempo en la Universidad Alemana en Roma; en 1728 fue ordenado sacerdote y admitido formalmente al capítulo de San Simeón en 1732, llegando a ser profesor del Digesto en la Universidad de Tréveris.
En 1738 es enviado en misión oficial por el Elector a Coblenza, donde desempeña los cargos de oficial y presidente del Seminario de aquella ciudad. Allí tuvo la oportunidad de estudiar el efecto de la influencia de la Curia romana en los asuntos internos del Imperio, sobre todo en las negociaciones que precedieron a las elecciones de los emperadores Carlos VII y Francisco I, en las que Hontheim participó como ayudante del embajador electoral. Parece que fueron las afirmaciones del nuncio papal en estas ocasiones y su interferencia en los asuntos del colegio electoral lo que primero sugirió a Hontheim ese examen crítico de la base de la participación papal, cuyos resultados publicó luego al mundo bajo el seudónimo de Febronius.
En 1747, agotado por el exceso de trabajo, dimite de su puesto oficial y se retira a San Simeón, de la que fue elegido deán al año siguiente. En mayo de 1748, fue nombrado obispo auxiliar por el arzobispo-elector Francisco Jorge von Schönborn, siendo consagrado en Maguncia, en febrero de 1749, con el título de obispo de Myriophiri in partibus. Sobre Hontheim como obispo auxiliar y vicario general recayó toda la administración espiritual de la diócesis; este trabajo, sumado al de procanciller de la universidad, lo llevó en solitario hasta 1778, en que Jean-Marie Cuchot d'Herbain fue nombrado coadjutor. El 21 de abril de 1779 renunció a su cargo como deán en San Simeón por vejez. 
Era un hombre bajo de estatura, enérgico, trabajador, piadoso y generoso. Murió el 2 de septiembre de 1790 en el castillo de Montquintin cerca de Orval (Rouvroy), una propiedad que había adquirido. En un principio fue sepultado en San Simeón, pero la iglesia fue destruida por los franceses durante las guerras revolucionarias y no fue reconstruida,  por lo que en 1803 el cuerpo de Hontheim fue trasladado a San Gervasio.

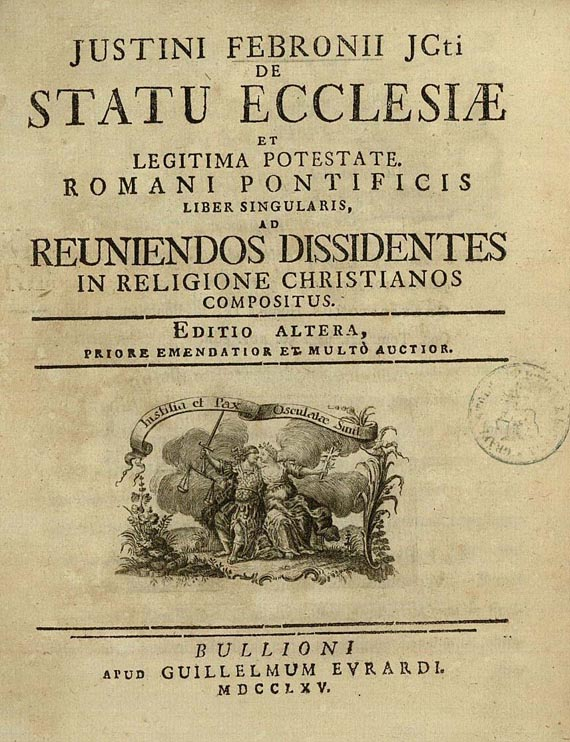
Tratado de Febronius De Statu Ecclesiae

## Historiador
Como historiador, la reputación de Hontheim descansa en sus contribuciones a la historia de Tréveris. Durante el periodo que estuvo en Coblenza, había conseguido recopilar un gran número de material impreso y manuscritos que después publicó en tres trabajos sobre la historia de Tréveris. De estos trabajos, la Historia Trevirensis diplomatica et pragmatica fue publicada en 3 volúmenes en 1750, el Prodromus historiae Trevirensis en 2 volúmenes, en 1757, que ofrecen, además de una historia de Tréveris y su constitución, un gran número de documentos y referencias a autoridades publicadas. Un tercer trabajo, la ‘‘Historiae scriptorum et monumentarum Trevirensis omptissima collectio’‘, permanece manuscrita en la biblioteca municipal de Tréveris. Estos libros, resultado de una gran labor de recopilación y selección en unas circunstancias muy desfavorables, hacen de Hontheim un pionero en los métodos históricos modernos. 
Sin embargo, Hontheim es más recordado por ‘‘Febronius’‘. Su tratado de 1763 "Sobre el Estado de la Iglesia y el poder legítimo del romano pontífice" ofreció a Europa la "principal formulación de argumentos contra el absolutismo papal en Alemania" . El autor del libro fue conocido en Roma casi al tiempo de ser publicado; pero no fue hasta años más tarde (1778) cuando fue llamado a retractarse. Amenazado con la excomunión y ante la perspectiva de que sus parientes perdieran sus cargos, Hontheim, después de muchas vacilaciones, firmó su sumisión, que fue aceptada satisfactoriamente por Roma. La eliminación de la censura continuó (1781) cuando Hontheim publicó en Fráncfort lo que pretendía ser una prueba de que su sumisión había sido hecha por su propia voluntad (Justini Febronii acti commentarius en suam retractationem, etc.). Este libro, sin embargo, que evitó cuidadosamente todas las cuestiones más candentes, más bien tendía a mostrar —como de hecho lo prueba su correspondencia— que Hontheim no había cambiado esencialmente de opinión.